# 리누스의 법칙
리누스의 법칙(Linus's Law)은 리누스 토르발스의 이름을 따온 소프트웨어 개발에 관한 주장으로, 에릭 레이먼드가 그의 수필이자 책인 《성당과 시장》(1999년)에 표현하였다.
이 법칙은 "눈알이 충분할수록, 모든 벌레는 드러나기 마련이다."(given enough eyeballs, all bugs are shallow)로 기술하며, 즉 "베타 테스터와 공동 개발자 기반이 충분히 클 경우, 거의 모든 문제는 빠르게 특징을 구별해낼 수 있고 수정할 부분이 누군가에게는 명확히 보이게 된다"는 뜻이다. 소프트웨어 인수에 대한 합의 도달이 목표인 여러 개발자들에게 코드를 보이는 일은 소프트웨어 검토의 일반적인 형태이다. 연구인들과 이를 실천하는 사람들은 버그와 보안 문제를 찾아내는 다양한 종류의 검토 과정의 효율성을 반복적으로 보여주고 있다.

## 같이 보기
- 크라우드소싱

## 참고 문헌
- Jing Wang; J.M. Carroll (2011년 5월 27일). 《Behind Linus's law: A preliminary analysis of open source software peer review practices in Mozi》 (PDF). Int. Conf. on Collaboration Technologies and Systems (CTS), Philadelphia, PA . IEEE Xplore Digital Library. 117–124쪽. doi:10.1109/CTS.2011.5928673. 2012년 9월 17일에 원본 문서 (PDF)에서 보존된 문서. 2014년 8월 11일에 확인함.